# حارسين (حومة لنجة)
حارسین (بالفارسية: حارسین) هي قرية تقع في إيران في مهران. يقدر عدد سكانها بـ 195 نسمة .